# Atletismo nos Jogos Pan-Americanos de 1999 - 5000 m masculino
A prova dos 5000 m masculino nos Jogos Pan-Americanos de 1999 foi realizada em 24 de julho de 1999. 

## Medalhistas
| Ouro                    | Prata                         | Bronze                    |
| David Galván MEX México | Elenilson da Silva BRA Brasil | Jeff Schiebler CAN Canadá |

### Final
| Posição           | Nome               | Nacionalidade      | Tempo    | Notas |
| ----------------- | ------------------ | ------------------ | -------- | ----- |
| Medalha de ouro   | David Galván       | MEX México         | 13:42.04 |       |
| Medalha de prata  | Elenilson da Silva | BRA Brasil         | 13:43.13 |       |
| Medalha de bronze | Jeff Schiebler     | CAN Canadá         | 13:43.66 |       |
| 4                 | Brian Baker        | USA Estados Unidos | 13:47.29 |       |
| 5                 | Daniel Browne      | USA Estados Unidos | 13:48.27 |       |
| 6                 | Silvio Guerra      | ECU Equador        | 13:48.94 |       |
| 7                 | Mauricio Díaz      | CHI Chile          | 13:53.55 |       |
| 8                 | Mauricio Ladino    | COL Colômbia       | 13:54.15 |       |
| 9                 | Sean Kaley         | CAN Canadá         | 14:06.36 |       |
| 10                | Freddy González    | VEN Venezuela      | 14:12.94 |       |
| 11                | Néstor García      | URU Uruguai        | 14:26.40 |       |
| 12                | Pablo Olmedo       | MEX México         | DQ       |       |